# Cebrennus rechenbergi
Cebrennus rechenbergi is een jachtkrabspin van het geslacht Cebrennus die voorkomt in de Marokkaanse woestijn Erg Chebbi. Als de spin vlucht, kan het overschakelen naar een  flikflakkende vorm van voortbeweging, daarmee de snelheid verdubbelend. De wetenschappelijke naam werd in 2014 gepubliceerd door Peter Jäger, die met de naam het onderzoek door Ingo Rechenberg naar de spin eerde. Als expert in bionica gaf Rechenberg ook de aanzet om de speciale manier van voortbewegen verder te onderzoeken. Rechenberg ontdekte de spin al in 2006, maar aanvankelijk werd de spin aangezien als Cebrennus villosus, vooral de vrouwtjes zijn moeilijk te onderscheiden.
De soort is een middelgrote spin van de onderfamilie Sparassinae waarbij de vrouwtjes een lengte hebben tussen de 19,0 en 19,5 mm en de mannetjes tussen de 13,8 en 19,0 mm. De spin is een nachtdier en houdt zich net als Cebrennus villosus overdag op in verticale graafgangen. De opmerkelijke flikflakbeweging onderscheidt zich van de passieve radslag van Carparachne aureoflava. De flikflak vraagt zoveel energie dat deze tot de dood kan leiden als deze te vaak wordt uitgevoerd. Bijzonder is ook dat de spin zich naar de dreiging toe beweegt.